# Stazione di Selva del Bocchetto
La stazione di Selva del Bocchetto era una fermata ferroviaria posta al chilometro 34+395 sulla linea Parma-La Spezia, detta "Pontremolese". Serviva il centro abitato di Selva Stazione e Bocchetto, frazioni del comune di Terenzo.

## Storia
L'impianto, originariamente denominato "Lesignano di Palmia", venne temporaneamente privato del traffico sia viaggiatori che merci a piccola velocità, dal 1º aprile 1891 al 1º febbraio 1893. Dal 1º agosto 1894 la gestione della stazione passò alla società per le Strade Ferrate del Mediterraneo.
All'inizio degli anni dieci del Novecento per l'impianto risultava aperto un progetto per l'ampliamento del binario per gli incroci e dello scalo merci. Declassata a fermata impresenziata nel 1976 e senza traffico dal 2007, venne definitivamente soppressa il 30 novembre 2014, contestualmente all'apertura della variante di tracciato Solignano-PP Osteriazza.

## Strutture e impianti

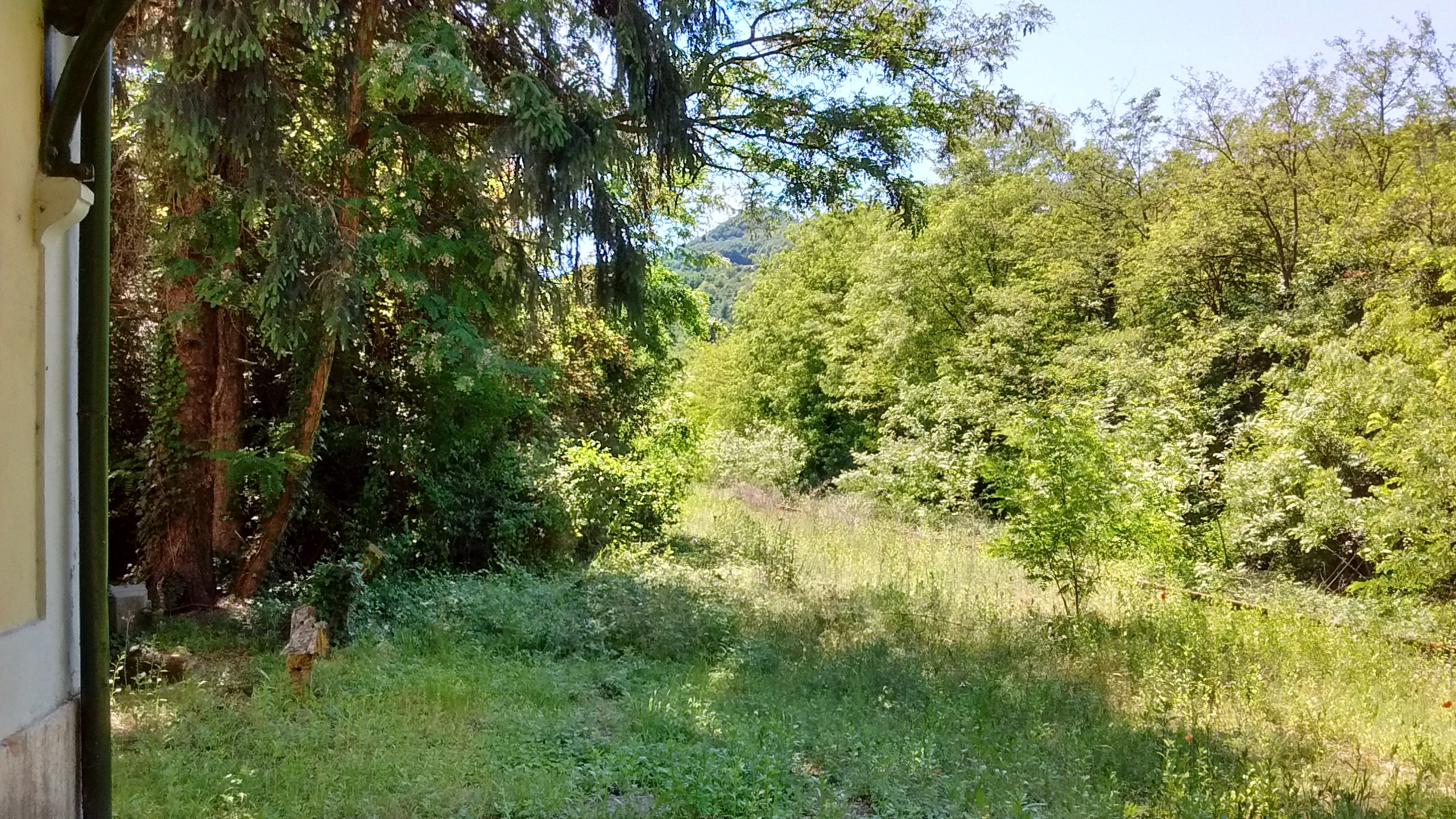
Vista dalla banchina dell'unico binario presente, nel 2017

L'impianto disponeva di un fabbricato viaggiatori (ospitante la sala d'attesa), di una banchina che serviva l'unico binario di corsa e di un magazzino merci.
Nei primi anni duemila il fabbricato viaggiatori venne ristrutturato (la fermata era impresenziata da diverso tempo) al fine, secondo i progetti dell'epoca, di fungere da centro attività per anziani e popolazione locale. Una volta terminata la ristrutturazione il progetto non ebbe alcun seguito e la stazione tornò ad essere impresenziata.
Nel 2015 il fabbricato viaggiatori è stato riqualificato da una cooperativa locale che lo ha trasformato in un centro per attività sociali e culturali, portando a termine il progetto lasciato incompiuto negli anni precedenti.
Dopo la chiusura e la dismissione della linea, avvenute nel 2014, la sede ferroviaria è stata completamente disarmata, con la rimozione sia della linea aerea di alimentazione che dell'unico binario di corsa.

## Movimento
La fermata veniva principalmente impiegata dagli abitanti del comune di Terenzo e delle sue frazioni (in gran parte pendolari) per raggiungere la vicina città di Parma. Al 2007, anno in cui l'impianto perse definitivamente il traffico, era scarsamente utilizzata e servita unicamente da treni regionali.